# Гропа
Гропа — гора в Украинских Карпатах, в массиве Горганы (Братковский хребет). Расположена на границе Тячевского района Закарпатской области и Надворнянского района Ивано-Франковской области.
Высота горы 1759 м (по другим данным — 1763 м). Вершина и привершинный склоны местами покрыты каменными осыпями и криволесьем из сосны горной, ниже — лесные массивы.
К северо-западу от вершины расположена гора Дурня (1709 м), на юго-запад — гора Братковская (1788 м), юго-западные склоны спускаются в долину реки Турбат (бассейн Тересвы). На северо-востоке от Гропа расположен памятник природы Верхнее Озерище.
Ближайшие населенные пункты: Быстрица (Ивано-Франковская область), Лопухов (Тячевский район).